# كرايغ والاس
كرايغ والاس (27 يونيو 1990 في المملكة المتحدة - ) (بالإنجليزية: Craig Wallace)‏ هو لاعب كريكت بريطاني. شارك مع منتخب اسكتلندا الوطني للكريكت.

## وصلات خارجية
- كرايغ والاس على موقع إي آس بي آن كريك إنفو (الإنجليزية)